# Protein geranilgeraniltransferaza tip I
Protein geranilgeraniltransferaza tip I (EC 2.5.1.59, GGTase-I, GGTaseI) je enzim sa sistematskim imenom geranilgeranil-difosfat:protein-cistein geraniltransferaza. Ovaj enzim katalizuje sledeću hemijsku reakciju
geranilgeranil difosfat + protein-cistein {\displaystyle \rightleftharpoons } S-geranilgeranil-protein + difosfat
Ovaj enzim zajedno sa proteinskom farneziltransferazom (EC 2.5.1.58) i proteinskom geranilgeraniltransferazom tip II (EC 2.5.1.60) sačinjava proteinsku preniltransferaznu familiju enzima.

## Spoljašnje veze
- Protein+geranylgeranyltransferase+type+I на 